# العلاقات الأوكرانية الرومانية
العلاقات الأوكرانية الرومانية هي العلاقات الثنائية التي تجمع بين أوكرانيا ورومانيا.

## مقارنة بين البلدين
هذه مقارنة عامة ومرجعية للدولتين:
| وجه المقارنة                                              | أوكرانيا                                   | رومانيا                                                                               |
| --------------------------------------------------------- | ------------------------------------------ | ------------------------------------------------------------------------------------- |
| المساحة (كم2)                                             | 603.63 ألف                                 | 238.40 ألف                                                                            |
| عدد السكان (نسمة)                                         | 45.55 مليون                                | 19.59 مليون                                                                           |
| الكثافة السكانية (ن./كم²)                                 | 75.46                                      | 82.17                                                                                 |
| العاصمة                                                   | كييف                                       | بوخارست                                                                               |
| اللغة الرسمية                                             | اللغة الأوكرانية                           | اللغة الرومانية                                                                       |
| العملة                                                    | هريفنا أوكرانية، كاربوفانيتس، روبل سوفييتي | ليو روماني                                                                            |
| الناتج المحلي الإجمالي (بليون دولار)                      | 112.15 مليار                               | 211.80 مليار                                                                          |
| الناتج المحلي الإجمالي (تعادل القوة الشرائية) بليون دولار | 352.98 مليار                               | 465.56 مليار                                                                          |
| الناتج المحلي الإجمالي الاسمي للفرد دولار أمريكي          | 2.11 ألف                                   | 9.47 ألف                                                                              |
| الناتج المحلي الإجمالي للفرد دولار أمريكي                 | 8.66 ألف                                   | 23.63 ألف                                                                             |
| مؤشر التنمية البشرية                                      | 0.747                                      | 0.793                                                                                 |
| رمز المكالمات الدولي                                      | +380                                       | +40                                                                                   |
| رمز الإنترنت                                              | .ua، .укр ‏                                 | .ro                                                                                   |
| المنطقة الزمنية                                           | ت ع م+02:00، ت ع م+03:00، توقيت شرق أوروبا | ت ع م+02:00، ت ع م+03:00، أوروبا/بوخارست ‏، توقيت شرق أوروبا، توقيت شرق أوروبا الصيفي ‏ |

## مدن متوأمة
في ما يلي قائمة باتفاقيات التوأمة بين مدن أوكرانية ورومانية:
- ترتبط ميكولايف مع غالاتس باتفاقية توأمة منذ 1995.
- ترتبط إيفانو-فرانكيفسك مع أوراديا باتفاقية توأمة منذ 9 نوفمبر 2006.[20][20][20][20]
- ترتبط Solotvyno [الإنجليزية]‏ مع سلاتينا باتفاقية توأمة.
- ترتبط بيريهوفي مع ساتو ماري باتفاقية توأمة.
- ترتبط دولينا مع Târgu Lăpuș [الإنجليزية]‏ باتفاقية توأمة.
- ترتبط دنيبرو مع بلويشت باتفاقية توأمة منذ 2007.
- ترتبط كولوميا مع Sighetu Marmației [الإنجليزية]‏ باتفاقية توأمة.
- ترتبط تشيرنوفتسي مع ياش باتفاقية توأمة منذ 5 يونيو 1992.[21][22][23][24]
- ترتبط هولا بريستان مع Cisnădie [الإنجليزية]‏ باتفاقية توأمة.
- ترتبط هيرتسا مع Dorohoi [الإنجليزية]‏ باتفاقية توأمة.
- ترتبط فينيتسا مع ياش باتفاقية توأمة منذ 1991.[25][25][25]
- ترتبط أوديسا مع كونستانتسا باتفاقية توأمة منذ 1992.[26][26][26][26]
- ترتبط لوتسك مع ألبا يوليا باتفاقية توأمة منذ 1 أكتوبر 2003.[27][28][29][30]
- ترتبط موهيليف بوديليسكي مع بيتيشت باتفاقية توأمة.
- ترتبط إيزمائيل مع تولتشيا باتفاقية توأمة.
- ترتبط يالطا مع غالاتس باتفاقية توأمة منذ 2008.[31][32][31][32]
- ترتبط أوجهورود مع ساتو ماري باتفاقية توأمة منذ 1971.
- ترتبط سيفاستوبول مع غالاتس باتفاقية توأمة.

## منظمات دولية مشتركة
يشترك البلدان في عضوية مجموعة من المنظمات الدولية، منها:
| علم المنظمة | اسم المنظمة                               | تاريخ انضمام أوكرانيا | تاريخ انضمام رومانيا |
| ----------- | ----------------------------------------- | --------------------- | -------------------- |
|             | المنظمة الأوروبية لسلامة الملاحة الجوية   | 2004                  | 1996                 |
|             | المنظمة الهيدروغرافية الدولية             | ?                     | ?                    |
|             | منظمة الشرطة الجنائية الدولية             | ?                     | ?                    |
|             | الاتحاد البريدي العالمي                   | ?                     | ?                    |
|             | منظمة التجارة العالمية                    | 16 مايو 2008          | 1995                 |
|             | الفريق المعني برصد الأرض                  | ?                     | ?                    |
|             | مجموعة الموردين النوويين                  | ?                     | ?                    |
|             | مؤسسة التنمية الدولية                     | 27 مايو 2004          | 12 أبريل 2014        |
|             | اتفاقية السماوات المفتوحة                 | ?                     | ?                    |
|             | منظمة الأمن والتعاون في أوروبا            | 30 يناير 1992         | 25 يونيو 1973        |
|             | مؤسسة التمويل الدولية                     | 18 أكتوبر 1993        | 23 سبتمبر 1990       |
|             | مجلس أوروبا                               | 9 نوفمبر 1995         | 7 أكتوبر 1993        |
|             | منظمة حظر الأسلحة الكيميائية              | ?                     | ?                    |
|             | منظمة التعاون الاقتصادي للبحر الأسود      | ?                     | ?                    |
|             | الأمم المتحدة                             | 24 أكتوبر 1945        | 14 ديسمبر 1955       |
|             | الاتحاد الدولي للاتصالات                  | 7 مايو 1947           | 9 فبراير 1866        |
|             | البنك الدولي للإنشاء والتعمير             | 3 سبتمبر 1992         | 15 ديسمبر 1972       |
|             | مجموعة أستراليا                           | 2005                  | 1995                 |
|             | المركز الدولي لتسوية المنازعات الاستشارية | 7 يوليو 2000          | 12 أكتوبر 1975       |
|             | وكالة ضمان الاستثمار متعدد الأطراف        | 19 يوليو 1994         | 10 سبتمبر 1992       |
|             | يونسكو                                    | 12 مايو 1954          | 27 يوليو 1956        |

## وصلات خارجية
- موقع وزارة الخارجية الأوكرانية
- موقع وزارة الخارجية الرومانية